# The Darkside Vol.1
The Darkside Vol.1 – dziesiąty studyjny album amerykańskiego rapera Fat Joego. Produkcją zajęli się Cool & Dre, Streetrunner, DJ Infamous, Just Blaze, Scram Jones, DJ Premier, Raw Uncut, i Scoop DeVille, a gościnnie występują Trey Songz, Too Short, R. Kelly, Cam’ron, Clipse, Lil Wayne i Young Jeezy.

## Lista utworów
1. „Intro"
2. „Valley of Death"
3. „I Am Crack"
4. „Kilo” (featuring Clipse & Cam’ron)
5. „Rappers Are in Danger"
6. „(Ha Ha) Slow Down” (featuring Young Jeezy)
7. „If It Ain’t About Money” (featuring Trey Songz)
8. „No Problems” (featuring Rico Love)
9. „How Did We Get Here” (featuring R. Kelly)
10. „Money Over Bitches” (featuring Too Short & TA)
11. „Heavenly Father” (featuring Lil Wayne)
12. „I’m Gone”
13. „At Last Supremacy” (featuring Busta Rhymes)

## Notowania albumu
| Lista (2010)                | Pozycja |
| --------------------------- | ------- |
| U.S. Billboard 200          | 27      |
| U.S. Top Independent Albums | 2       |
| U.S. Top R&B/Hip-Hop Albums | 9       |
| U.S. Top Rap Albums         | 7       |